# Land of the Minotaur
Land of the Minotaur (títol britànic: The Devil’s Men) és una pel·lícula de terror grega de 1976 dirigida per Kostas Karagiannis i escrit per Arthur Rowe. La pel·lícula també es coneix com Minotaur and The Devil's Men.
Land of the Minotaur és en realitat el nom de l'edició més curta [86 minuts] als EUA. Quan es veu com The Devil's Men, és el tall europeu complet de 94 minuts. Va participar com a part de la secció oficial al IX Festival Internacional de Cinema Fantàstic i de Terror de Sitges.

## Trama
Els turistes que visiten un jaciment arqueològic grec estan sent segrestats per un culte estrany, amb la intenció de oferir sacrifici al seu Déu, el Minotaure. El sacerdot irlandès pare Roche (Donald Pleasence) demana l'ajuda de Laurie Gordon, una estudiant d'arqueologia, i Milo Kaye, un detective privat, per esbrinar què els ha passat.

## Repartiment
- Donald Pleasence com el Pare Roche
- Peter Cushing com el baró Corofax
- Luan Peters com a Laurie Gordon
- Kostas Karagiorgis (acreditat com a Costas Skouras) com a Milo Kaye
- Fernando Bislamis (acreditat com a Dimitris Bislanis) com a Sgt Vendris
- George Venlis com a Max
- Vanna Reville com a Beth
- Nikos Verlekis com a Ian
- Robert Behling (acreditat com a Bob Behling) com a Tom Gifford
- Anna Matzourani com a Sra. Mikaelis
- Anestis Vlachos com a botiguer - Karapades
- Jane Lyle com la núvia de Milo
- Jessica Dublin (acreditada com a Jessica) com a Mrs. Zagros

## Recepció
La resposta crítica a La terra del minotaure ha estat principalment negativa. TV Guide va donar a la pel·lícula una de cada quatre estrelles, anomenant-la "[un] esforç clarament ximple". HorrorNews.net va trobar la pel·lícula agradable malgrat la seva trama artificial, elogiant la seva banda sonora i la química entre els seus dos protagonistes.